# Sukamandi Hilir
Sukamandi Hilir is een bestuurslaag in het regentschap Deli Serdang van de provincie Noord-Sumatra, Indonesië. Sukamandi Hilir telt 3121 inwoners (volkstelling 2010).